# 天主教卡蒂奧拉教區
天主教卡蒂奧拉教區 （拉丁語：Dioecesis Katiolaensis）是科特迪瓦一個羅馬天主教教區，屬科霍戈總教區。
1911年11月17日設科霍戈宗座監牧區，1952年5月15日升為代牧區並易現名。1955年9月14日升為教區。
包括卡蒂奧拉省、費爾凱塞杜古省和達巴卡拉省。2006年有教友52,124人（佔轄區總人口9.5%）、二十個堂區、四十一名司鐸。現任教區主教為依納爵‧貝西‧多哥波。